# Juan Galindo
Juan Galindo là một đô thị thuộc bang Puebla, México. Năm 2005, dân số của đô thị này là 9616 người.